# Lusitano GC Évora
Der Lusitano Ginásio Clube ist ein portugiesischer Sportverein aus Évora. Der Klub ist vor allem für seine Fußballmannschaft bekannt.

## Geschichte
Der Lusitano GC wurde im November 1911 als Lusitano Académico gegründet. Nachdem der Klub kurzzeitig Lusitano Futebol hieß, übernahm er 1925 seinen heutigen Namen. In der regionalen Meisterschaft der Associação de Futebol de Évora gewann der Klub mehrfach den Titel, wobei er insbesondere mit Klubs wie Juventude Évora und União Montemor Konkurrenz vorfand.
1952 stieg die Fußballmannschaft des Lusitano GC erstmals in die Primeira Divisão auf. Der unter Trainer Otto Bumbel erreichte fünfte Tabellenplatz in der Spielzeit 1956/57 bedeutet das beste Ergebnis in der Vereinsgeschichte – zudem war es die einzige Spielzeit, in der der Meister (Benfica Lissabon mit elf Punkten mehr) näher als die Abstiegsplätze (SC Covilhã mit zwölf Punkten weniger) waren. Insgesamt spielte der Klub 14 Spielzeiten in der höchsten Spielklasse, ehe er am Ende der Spielzeit 1965/66 gemeinsam mit FC Barreirense in die Segunda Divisão abstieg. Zu dieser Zeit war der Klub auch in der Taça de Portugal erfolgreich, im Pokalwettbewerb 1952/53 wurde auf dem Weg ins Semifinale Sporting Lissabon im Viertelfinale ausgeschaltet, ehe sich der FC Porto trotz eines 1:0-Rückspielerfolgs aufgrund einer 1:4-Hinspielniederlage durchsetzte. Im Wettbewerb 1958/59 ähnelten sich die Ereignisse, als die Mannschaft zum bis heute letzten Mal das Halbfinale erreichte: erneut ging es gegen den FC Porto, der sich dieses Mal jedoch mit zwei klaren Siegen (3:0 in Évora, 7:1 im Rückspiel in Porto) durchsetzte.
1970 stieg Lusitano GC in die Terceira Divisão ab und war anschließend eine Fahrstuhlmannschaft zwischen zweitem und drittem Spielniveau. 1980 wurde die Mannschaft Vizemeisterin der Segunda Divisão hinter dem von Félix Mourinho trainierten Amora FC, in der anschließenden Aufstiegsrunde verpasste sie gegen Académico de Viseu FC und AD Fafe die Rückkehr in die erste Liga. Nach einem dritten Platz 1982 folgte 1983 hinter Belenenses Lissabon erneut die Vizemeisterschaft, erneut gelang die Erstligarückkehr gegen den späteren Aufsteiger SC Espinho und Académica de Coimbra nicht.
Lusitano GC konnte den Erfolg nicht bestätigen und rutschte nach dem erneuten Drittligaabstieg 1986 später in den regionalen Ligabereich ab. Aufgrund finanzieller Probleme trat der Klub zum hundertsten Geburtstag nicht mehr im Spielbetrieb an und meldete später Insolvenz an. 2013 trat der Klub wieder fünftklassig an. 2016 wurde eine Sociedade Anónima Desportiva unter dem Namen Lusitano GC gegründet, aufgrund von Querelen trennten sich jedoch die Gesellschaft mit der Wettkampfmannschaft vom Restverein. 2019 erreichte die Mannschaft mit dem Aufstieg in die viertklassige Campeonato de Portugal wieder den landesweiten Fußball, stieg jedoch wieder ab und die SAD wurde 2021 aufgelöst. Nachdem somit zwei Spielzeiten zwei Mannschaften unter dem Namen angetreten waren, verblieb somit die in der fünftklassigen regionalen Meisterschaft der Associação de Futebol de Évora antretende über.